# Vilémov (Chomutov)
Vilémov é uma comuna checa localizada na região de Ústí nad Labem, distrito de Chomutov.